# 沧县
沧县在河北省东南部，南运河纵贯，是沧州市下辖的一个县。县政府駐黄河东路37号。
汉为浮阳县，北周分置长芦县(宋废)，隋改浮阳为清池县，明入沧州，1913年改沧县。
值得注意的是沧县政府并不在沧县境内而是在新华区，这种现象极为少见。

## 人口
2020年，滄縣總人口734362人，年內出生人口6841人，人口出生率9.26%，人口自然增長率—6.73%，出生人口性別比114.72。

## 气候
年降水量600毫米，年均温12.5℃。

## 行政区划
沧县下辖4个镇、11个乡、4个民族乡：
旧州镇、兴济镇、杜生镇、崔尔庄镇、李天木镇、纸房头镇、姚官屯镇、杜林镇、汪家铺镇、张官屯镇、薛官屯乡、捷地回族乡、风化店乡、刘家庙乡、仵龙堂乡、大官厅乡、高川乡、黄递铺乡和大褚村回族乡。